# Панегор
Панегор (др.-греч. Πανήγορος; IV век до н. э.) — македонский офицер.  

## Биография
Панегор, сын Ликагора, был одним из гетайров Александра Македонского. В 334 году до н. э., в ходе продвижения македонской армии по Малой Азии, был добровольно сдан его жителями приморский город Приап в Мисии. Этот основанный милетцами полис находился примерно в трёх километрах от места впадения реки Граник в Мраморное море. По распоряжению царя Панегор был направлен с воинами для занятия города.